# Hoa khôi dạy chồng
Hoa khôi dạy chồng là một vở chèo do tác giả Doãn Hoàng Giang công bố tại Hà Nội năm 1994.

## Lịch sử
Đầu thập niên 1990, chèo Bắc Bộ chịu áp lực của trào lưu phim mì ăn liền và ca nhạc trẻ Sài Gòn nên phải ra sức cách tân để giữ khán giả. Trong bối cảnh đó, đạo diễn sân khấu kì cựu Doãn Hoàng Giang đã dựng liên tiếp ba vở chèo theo phong cách thể hiện hoàn toàn mới, gồm: Bài ca Điện Biên, Nàng Sita và Hoa khôi dạy chồng. Trong đó, Hoa khôi dạy chồng là vở cuối cùng và đặc sắc nhất.
Vở chèo tuy có tuyến truyện tương đối giản dị nhưng đầy chất trào lộng thâm thúy đã bắt trúng tâm lý thời thượng, nên ngay khi công diễn đạt tỉ suất khán giả cực cao riêng tại cụm rạp Hà Nội trước khi được tái diễn ở khắp miền Bắc.
Sau khi vỡ chèo được công diễn, cũng trong năm 1994, Đoàn văn công Ninh Bình (nay là Nhà hát Chèo Ninh Bình) đã mang vở diễn này tham gia Hội diễn sân khấu chuyên nghiệp các tỉnh Đồng bằng sông Hồng lần thứ 5. Người giữ vai ông Tham là nghệ sĩ Nguyễn Quang Thập đã được trao Huy chương vàng nhờ nhân vật có diễn biến tâm lý và tính cách khá đặc biệt.

### Nội dung
Sau khi con gái nhà ông bà Tham là tiểu thư Hồng Ngọc đoạt được giải Hoa khôi Bắc Kỳ, ông bà liền truyền ra tin tức muốn kén chồng cho con. Vốn dĩ ông bà muốn tìm cho con gái một tấm chồng giàu sang nhưng những người đến ứng tuyển lại không có ai môn đăng hộ đối: người thì sứt môi què cụt, người lại học hành không tới nơi tới chốn,... lại không ai có gia cảnh khá giả.
Tới một hôm, có cậu Kim Ấm đến nhà. Ấm ngỏ ý hỏi Hồng Ngọc, nhưng bị ông bà Tham và cả Ngọc từ chối thẳng thừng vì Ấm tuy giàu nhưng lại cư xử không nhã nhặn. Ấm không nói, quay ngoắt ra về. Sau khi về, Ấm liến sai bảo một người tôi tớ trong nhà là Xuân Ất đóng giả học sinh mới đi du học ở Paris về, bản thân Ấm thì đóng giả làm đày tớ. Hai người mang tráp đi hỏi cưới tiểu thư Hồng Ngọc cho "cậu Văn Ất". Lúc này, ông bà Tham cực kỳ vui mừng, gấp rút tổ chức hôn lễ cho hai người.
Nhưng đúng đêm tân hôn, "thằng tớ" Ấm hiện nguyên hình là cậu chủ, xấn xổ sang nhà Tham đòi áo mão giày dép hòng làm nhục Hồng Ngọc trước bàn dân thiên hạ. Ông bà Tham sợ rúm cả người, câm lặng chịu tủi hổ, còn Ngọc dõng dạc nhận liều thằng tớ Ất là chồng danh chính ngôn thuận, rồi lễ phép "mời" Kim Ấm về. Kể từ lúc ấy, Hồng Ngọc dốc công dạy Ất học tập, hẹn rằng chỉ khi nào y lấy được bằng đíp-lôm mới cho động phòng. Ất ban đầu cứng cổ, sau phải ngoan.
Chưa đầy ba năm sau, Kim Ấm tiêu sạch gia sản vào cờ bạc, phải ra đường hành nghề đánh giày thuê. Trong lúc đó, Ất tu chí học hành và chiếm được bảng vàng, chính thức trở thành "thằng rể quý" nhà ông bà Tham, không phụ lòng cô Ngọc.

### Nhân vật
- Ông Tham
- Bà Tham
- Cô Hồng Ngọc
- Con Thắm
- Cậu Kim Ấm
- Thằng Ất
- Tú Thành
- Mộng Thi
- Cảnh sát
- Đày tớ

## Văn hóa
Vở chèo Hoa khôi dạy chồng thường được coi như sự tiếp nối thành công của loạt vở kịch và phim ảnh chuyển thể dòng văn chương lãng mạn hiện thực thời Tự Lực văn đoàn vốn đạt doanh thu và thành tựu nghệ thuật đều rất khả quan giai đoạn cuối thập niên 1980 vắt sang thập niên 1990 riêng ở Bắc Bộ.
Trong hai thập niên 1990 và 2000, vở chèo này liên tục được chuyển soạn sang các loại hình văn nghệ tương tác khác và hầu hết thành công rực rõ bởi yếu tố trào lộng rất sâu cay, đả kích thói đời coi trọng sự hào nhoáng hình thức hơn vẻ đẹp nội tâm.
- Hài kịch Vợ khôn dạy chồng dại năm 2001.[7] Với các tài tử: Hồng Vân, Minh Hoàng, Hoàng Châu, Xuân Trang, Đức Hải, Trịnh Kim Chi, Đức Thịnh, Anh Vũ.[8]
- DVD hài kịch Lên voi năm 2006. Đạo diễn Phạm Đông Hồng, cùng các tài tử Xuân Hinh, Quang Thắng, An Chinh, Kim Oanh, Minh Hằng, Quốc Anh, Chiến Thắng.[9][10][11]